# Alsodux
Alsodux é um município da Espanha 
na província de Almería, de área 20 km² com população de 155 habitantes (2009) e densidade populacional de 7,75 hab./km².

## Demografia
| Variação demográfica do município entre 1996 e 2008 | Variação demográfica do município entre 1996 e 2008 | Variação demográfica do município entre 1996 e 2008 | Variação demográfica do município entre 1996 e 2008 |
| --------------------------------------------------- | --------------------------------------------------- | --------------------------------------------------- | --------------------------------------------------- |
| 1996                                                | 2001                                                | 2004                                                | 2008                                                |
| 113                                                 | 113                                                 | 119                                                 | 173                                                 |